# Rdečeperuti škorčevec
Rdečeperuti škorčevec (znanstveno ime Agelaius phoeniceus) je ptica pevka iz družine škorčevcev (Icteridae). Najdemo jo v večjem delu severne in srednje Amerike. Gnezdi od Aljaske in Nove Fundlandije na severu, na jugu pa do Floride, the Mehiškega zaliva, Mehike in Gvatemale, z izoliranimi populacijami v zahodnem Salvadorju, severozahodnem Hondurasu in severozahodni Kostariki.